# Principaux changements entre le traité de Rome de 2004 et le traité de Nice
Voici les principaux changements apportés par le traité de Rome de 2004, par rapport au traité de Nice (2001) :
Pro memoria : les articles non cités reprennent des dispositions existantes (libre concurrence, primauté du droit européen, maintien des engagements OTAN, etc.) des traités actuellement en vigueur et qui ne subissent pas de modification significative par rapport à la pratique actuelle. Pour un commentaire ou des critiques sur ces dispositions, voir l'article Débat sur le traité constitutionnel européen

## Ensemble du texte
L'emploi du mot Constitution au lieu de Traité peut évoquer un changement dans la nature juridique du texte. Celui-ci reste néanmoins un traité de droit international.

## Partie I
Cette partie n'a pas de titre. Elle définit les objectifs de l'Union, ses institutions et leur mode de fonctionnement. Elle comprend en tout 60 articles.
- Art. 2 : Tout en reprenant l'article 6.1 du Traité sur l'Union européenne (TUE), il remplace le terme de « principes » par « valeurs ». De nouvelles valeurs sont ajoutées (droits des minorités, pluralisme, non-discrimination, tolérance, justice, solidarité et égalité entre les femmes et les hommes).

- Art. 3 : L'économie sociale de marché hautement compétitive devient un objectif de l'Union, ainsi que la lutte contre l'exclusion sociale et les discriminations, la justice sociale, la solidarité entre les générations, la protection des droits de l'enfant, la cohésion territoriale, la promotion du progrès scientifique et technique, le respect de la diversité culturelle et linguistique, la sauvegarde et le développement du patrimoine culturel, le développement durable, la solidarité entre les peuples, le commerce libre et équitable, l'élimination de la pauvreté et la protection des droits de l'Homme.

- Art.6 : « La Constitution et le droit adopté par les institutions de l'Union, dans l'exercice des compétences qui sont attribuées à celle-ci, priment le droit des États membres. » Aucun des précédents traités ne comportait cette mention de façon claire, qui formalise la pratique établie depuis les années 60 par l'arrêt Costa contre ENEL.

- Art. 7 : L'Union acquiert une personnalité juridique, jusqu'ici réservée à la Communauté Européenne (le premier pilier, ou pilier économique de l'Union). Elle peut désormais signer des traités internationaux couvrant des domaines où elle est compétente.

- Art. 8 : Les symboles existant de l'Union sont officialisés, et la devise « Unie dans la diversité » apparaît. L'euro remplace l'écu.

- Art. 9 : Est défini le champ d'application et la portée juridique des dispositions relatives aux droits fondamentaux, qui n'étaient pas présents dans les traités existant. L'Union adhère également à la Convention européenne des droits de l'homme (grâce à la personnalité juridique acquise à l'article 7).

- Art. 11 : Compétence est donnée aux Parlements nationaux de s'assurer que le principe de subsidiarité est respecté (ils peuvent aussi saisir la Cour de justice). Si 1/3 des Parlements nationaux le demandent, une loi ou directive doit être revue.

- Art.12, 13, 14 et 17 : Les compétences respectives des États membres et de l'Union sont réparties entre compétences exclusives, partagées et de soutien. La politique commerciale devient une compétence exclusive de l'Union. Trois nouveaux domaines de compétences partagées sont énoncés: l'énergie, l'espace et les « enjeux communs de sécurité » en matière de santé publique. De nouvelles compétences d'appui (tourisme, sport, coopération administrative) sont acquises par l'Union.

- Art. 20 : Le Parlement représente « les citoyens de l'Union », et non plus les « peuples des États réunis dans la communauté ». Il affirme son rôle pour exercer des « fonctions législative et budgétaire » et « exerce des fonctions de contrôle politique et consultatives » (les précédents textes n'indiquant qu'une « participation au processus d'adoption des actes communautaires »). Le nombre de députés est fixé à 750 (contre 732 sous Nice), avec de 6 à 96 sièges par État (contre 5 à 99 auparavant). Dès 2009, il reviendra au Parlement de proposer la répartition des sièges des députés entre les pays (pour adoption par le Conseil).

- Art. 21, 22 : Le Président et le ministre des Affaires étrangères de l'Union font leur apparition, dans un Conseil européen qui se limite désormais aux chefs de gouvernement (et au chef d'État français) et se réunit tous les trimestres (plutôt qu'« au moins deux fois par an » dans les textes précédents). Le président du Conseil est élu pour une durée de 2 ans et demi (renouvelable une fois), et n'exerce pas de mandat national, c'est la fin de la présidence tournante.

- Art. 24, 25 : Les règles de la majorité qualifiée au sein du Conseil européen et du Conseil des ministres sont modifiées (les séances de ce dernier devenant publiques). Pour les projets de loi émanant de la Commission, la majorité est réputée acquise si 55 % des voix d'États regroupant 65 % de la population (et au moins 15 pays) sont réunies. Si moins de 4 états s'opposent à une décision, la majorité est également réputée acquise (quelle que soit la population de ces états). Dans les autres cas, la majorité qualifiée passe a 72 % des États.

- Art. 26, 27, 28 : La taille de la Commission est restreinte aux 2/3 du nombre des États membres. Le Président est choisi par le Conseil dans la majorité politique au Parlement européen, ce dernier devant encore avaliser (ou rejeter) ce choix. Le Président de la Commission peut forcer un commissaire à la démission (il devait avant obtenir l'aval d'une majorité des membres de la Commission), à l'exception du ministre des Affaires Étrangères de l'Union, qui est vice-président de la Commission. Le ministre des Affaires Étrangères remplace le Haut représentant pour la PESC, le commissaire chargé des relations extérieures, et la Présidence du Conseil dans leurs rôles respectifs de représentation externe. Il participe à la fois au Conseil européen et à la Commission.

- Art. 33, 34, 36 : La disparition de la structure en « piliers » de l'Union permet de faire passer le nombre d'instruments juridiques de 15 à 6 en clarifiant la nomenclature : actes législatifs (loi européenne, loi-cadre européenne), et actes non législatifs (règlement européen, décision européenne, recommandation et avis) - ces deux derniers n'ayant pas d'effet contraignant. La codécision entre le Conseil et le Parlement devient la règle (le Conseil avait auparavant le pouvoir de décision finale dans la plupart des actes). Un acte non législatif, le « règlement délégué », permet à la Commission de modifier des « éléments non essentiels » d'une loi ou d'une loi-cadre. La loi en question doit cependant prévoir cette possibilité, et le Parlement ou le Conseil peuvent révoquer cette possibilité.

- Art. 40 : Le Conseil européen se voit confier la tâche d'identifier les « intérêts stratégiques » de l'Union. Le ministre des Affaires étrangères et le Conseil des ministres lui sont subordonnés. La coordination des politiques est renforcée, car obligation est faite aux États membres de consulter leurs partenaires « avant d'entreprendre toute action sur la scène internationale ou de prendre tout engagement qui pourrait affecter les intérêts de l'Union ». Une « clause passerelle » (alinéa 7) permet de passer à la majorité qualifiée plutôt qu'à l'unanimité sur certains chapitres sans avoir à modifier la Constitution. Le Parlement doit être consulté sur les objectifs définis par le Conseil.

- Art. 41, 43 : Une « Agence européenne de l'armement » est créée, en parallèle avec l'engagement pris par les membres d'« améliorer progressivement leurs capacités militaires », jusqu'à la possibilité de s'engager dans « une coopération structurée permanente » pour ceux qui le désirent (art. 41(6) - cette possibilité de coopération militaire renforcée était formellement exclue par l'art. 27B TUE). En cas d'agression armée, les États membres se doivent « aide et assistance par tous les moyens » (Art. 41(7) - disposition qui n'était jusqu'alors valable que pour les membres de l'OTAN et de l'UEO). Une clause de solidarité en cas d'attaque terroriste ou de catastrophe naturelle est mise en place.

- Art. 44 : Le minimum de participants pour une coopération renforcée passe de 8 à 1/3 des membres.

- Art. 47, 52 : Les institutions de l'Union sont tenues de dialoguer avec la société civile, les églises et les organisations non confessionnelles. L'Union « respecte et ne préjuge pas du statut » dont bénéficient ces organisations dans leurs cadres nationaux respectifs. Un million de citoyens peuvent désormais pétitionner la Commission pour qu'elle propose une loi permettant l'application de la Constitution: ce droit de « suggestion » était jusque-là réservé au Parlement et au Conseil (art. 192 & 208 TCE).

- Art. 58 : L'Union se propose de construire une politique « de bon voisinage, fondée sur les valeurs de l'Union », qui peut se traduire par la conclusion d'accords spécifiques.

- Art. 60 : Un État membre peut se retirer de l'Union.

## Partie II
Elle est constituée par la Charte des droits fondamentaux (54 articles).
Sa portée juridique a fait l'objet d'une longue controverse. Reste que la conformité des actes de l'Union européenne avec TOUS les articles du traité donc y compris ceux de la charte, est vérifiée par la Cour de justice européenne, qui peut les annuler en cas de non-conformité (III-364 et III-365). De plus, contrairement au Conseil constitutionnel français dont la saisine facultative doit être faite à l'initiative du Président de la République, Premier ministre, Président de l'Assemblée nationale ou du Sénat, de 60 députés ou de 60 sénateurs, toute personne peut saisir la Cour pour faire respecter ses droits.

## Partie III
Intitulée Les politiques et le fonctionnement de l'Union, elle comprend 322 articles qui reprennent et codifient l'essentiel de l'acquis communautaire depuis 1957. C'est la partie la plus longue et sans doute celle qui a le plus de conséquences concrètes. Le texte, avec des commentaires notant les différences avec les traités antérieurs, se trouve ici.
Cette partie codifiait aussi des contraintes sociales et environnementales qui s'imposeraient au niveau européen, contraintes qui n’étaient pas présentes dans les précédents traités (articles III-116 à III-122, III-203 à III-224, III-233 et III-234, qui viennent en complément des articles I-3 et II-80 à II-97)
Cette partie contenait également l'article 122 sur les services d'intérêt économique général et surtout, article par article, le passage de nombreux domaines de la règle de l'unanimite dans les votes au Conseil de l'Union européenne à la règle de la majorité qualifiée, extension qui va de pair avec la généralisation de la procédure de codécision qui permet au Parlement européen d'influer sur la législation européenne en ayant -presque- le même pouvoir que le Conseil (c'est-à-dire les États).
Voir « L'extension du vote à la majorité qualifiée » sur le portail de l'Union européenne pour une explication de ce qui passait à la majorité qualifiée. Les articles concernés sont ceux-ci :

### Articles qui passent à lamajorité qualifiée
- Article III-141: Accès aux activités non salariées et leur exercice
- Article III-179: Coordination des politiques économiques
- Article III-184 : Constat d'un déficit excessif
- Article III-187: Statut du Système européen des banques centrales (SEBC)
- Article III-223: Mission, objectif et organisation des fonds structurels et du fonds de cohésion
- Article III-236: Politique commune des transports
- Article III-263: Justice et affaires intérieures: Coopération administrative
- Article III-265: Contrôle aux frontières
- Article III-266: Asile
- Article III-267: Immigration
- Article III-272: Prévention du crime
- Article III-273: Eurojust
- Article III-275: Coopération policière non opérationnelle
- Article III-276: Europol
- Article III-280: Culture
- Article III-300: Initiatives du ministre des Affaires étrangères
- Article III-311: Agence européenne de défense
- Article III-382: Nomination des membres du directoire de la Banque centrale européenne (BCE)

### Majorité qualifiée avec frein de secours
- Article III-136 : Libre circulation des travailleurs / Sécurité sociale
- Article III-270 : Coopération judiciaire en matière pénale
- Article III-271 : Rapprochement des normes pénales

### Nouveaux articles avec la majorité qualifiée
- Article III-122 : Service d'intérêt économique général (voir Service public dans l'Union européenne)
- Article III-127 : Protection diplomatique et consulaire
- Article III- 176 : Propriété intellectuelle
- Article III-196 : Place de l'euro dans le système monétaire international
- Article III-254 : Politique spatiale
- Article III-256 : Énergie
- Article III-281 : Tourisme
- Article III-282 : Sport
- Article III-284 : Protection civile
- Article III-285 : Coopération administrative
- Article III-312 : Défense : Coopération structurée permanente
- Article III- 321 : Aide humanitaire
- Article III-398 : Administration de l'Union européenne

## Partie IV
12 articles regroupés sous le terme de Dispositions générales et finales. Ils précisent le mode de ratification du traité et les possibilités de modification de celui-ci.
- Les traités instituant la Communauté européenne (sauf Euratom) et l'Union européenne sont abrogés (art. 437).
- Le seuil de 4/5 des membres ayant ratifié une modification à la Constitution est fixé pour que le Conseil se saisisse de la marche à suivre pour les « États membres (qui) ont rencontré des difficultés pour procéder à ladite ratification » (art. 443).
- Une procédure de révision simplifiée (par le biais de « passerelles ») permet au Conseil de faire passer l'adoption de certains domaines à la majorité qualifié plutôt qu'à l'unanimité, sans que cela accroisse les compétences de l'Union (art. 444, 445).

- S'ajoutent aux 448 articles, des annexes, des déclarations et des protocoles, d'une longueur à peu près égale au texte du traité et qui seront ratifiés en même temps que lui.

## Compléments